# Cirsium conspicuum
Cirsium conspicuum là một loài thực vật có hoa trong họ Cúc. Loài này được (G.Don) Sch.Bip. mô tả khoa học đầu tiên năm 1856.